# We Love Disney
We Love Disney è un album raccolta di cover dei classici Disney, pubblicato il 20 novembre 2015.

## Tracce

### CD 1
1. Ne-Yo - Friend Like Me (Aladdin)
2. Jessie J - Part of Your World (The Little Mermaid)
3. Jason Derulo - Can You Feel the Love Tonight / Nants' Ingonyama (The Lion King)
4. Gwen Stefani - The Rainbow Connection (The Muppet Movie)
5. Ariana Grande - Zero To Hero (Hercules)
6. Jhené Aiko - In a World of My Own / Very Good Advice (Alice in Wonderland)
7. Fall Out Boy - I Wan'na Be Like You (The Monkey Song) (The Jungle Book)
8. Tori Kelly - Colors of the Wind (Pocahontas)
9. Kacey Musgraves - A Spoonful of Sugar (Mary Poppins)
10. Charles Perry - Ev'rybody Wants To Be a Cat (The Aristocats)
11. Jessie Ware - A Dream Is a Wish Your Heart Makes (Cinderella)
12. Lucy Hale & Rascal Flatts - Let It Go (Frozen)
13. Artisti Vari - It's a Small World

### CD 2
1. Antonino ft. Emma - Il mondo è mio (Aladdin)
2. Clementino - Un amico come me (Aladdin)
3. Carmen Consoli - I sogni son desideri (Cinderella)
4. Carola - Il  cerchio della vita (Il Re Leone)
5. Giuliano Palma - Alleluja! Tutti jazzisti (Aristogatti)
6. Nina Zilli - Una stella cade (Pinocchio)
7. Karima - All'alba sorgerò (Frozen)
8. Moreno - Supereroi in Sanfransokyo (Big Hero 6)
9. Francesco Sarcina - Romeo (Aristogatti)
10. Il Cile - Cam camini (Mary Poppins)
11. Andrea Nardinocchi - Posso farcela (Hercules)
12. Kutso - Supercalifragilistic-espiralidoso (Mary Poppins)